# Galliano Ciliberti
Galliano (Giovanni Venanzio) Ciliberti (Perugia, 16 maggio 1958) è un musicologo italiano.

## Biografia
Ha studiato organo, pianoforte e composizione a Città di Castello e Perugia. Pronipote di Venanzio Gabriotti (1883-1944), antifascista e medaglia d'oro al valor militare, inizia la sua carriera come giornalista per il quotidiano L'Unità (1980-1984).
Dal 2002 è professore ordinario di Storia della musica per Didattica della musica presso il Conservatorio di Monopoli e professore a contratto di Semiografia musicale presso l'Università di Bari. Si è laureato in Lettere all'Università di Perugia (1986), ha conseguito il Dottorato in Musicologia avec la plus grande distinction all'Università di Liegi (1996) e il Post-Dottorato all'École pratique des hautes études a Parigi (2012). Ha ricevuto diversi assegni di ricerca anche presso il Dipartimento di Scienze Paleografiche Musicologiche e Filologiche dell'Università degli Studi di Pavia, sede di Cremona.
Autore di molteplici saggi e numerosi libri, ha partecipato a diversi convegni in Italia e in Europa. Si occupa di musica medievale italiana, dei rapporti musicali tra Roma e Parigi, della musica sacra romana del Seicento (Antonio Maria Abbatini, Giuseppe Corsi, Alessandro Melani, Vincenzo Ugolini), e dell'organizzazione-produzione musicale della Chapelle royale dall'Impero al regno di Luigi Filippo di Francia. La sua biblioteca musicale privata (sigla RISM: I-PEciliberti) conserva stampe, libretti, spartiti del XVIII-XIX secolo e un importante manoscritto pergamenaceo di Ars nova chiamato Frammento Ciliberti contenente due unicum di Paolo da Firenze. È uno dei tre curatori del catalogo tematico delle musiche di Francesco Morlacchi edito dalla Leo S. Olschki nel 1987 (sigla RISM: BruM).
È stato anche vincitore del Premio Bertini Calosso (edizioni 1998-2000) per il libro Musica e società in Umbria tra Medioevo e Rinascimento edito dalla Brepols. Ha collaborato come autore su diverse enciclopedie musicali (Dizionario Biografico degli Italiani, The New Grove Dictionary of Music and Musicians, The New Grove Dictionary of Opera, Die Musik in Geschichte und Gegenwart) e per booklet discografici (Baryton, Bongiovanni, Deutsche Grammophon, EMI Italiana, Opus 111).

## Pubblicazioni

### Libri
- Galliano Ciliberti, Antonio Maria Abbatini e la musica del suo tempo (1595-1679). Documenti per una ricostruzione bio-bibliografica, Perugia, Regione dell'Umbria, 1986.
- Biancamaria Brumana, Galliano Ciliberti, Nicoletta Guidobaldi, Catalogo delle composizioni musicali di Francesco Morlacchi (1784-1841), Firenze, Leo S. Olschki Editore, 1987, ISBN 9788822235237.
- Galliano Ciliberti, Produzione, consumo e diffusione della musica in Italia nel tardo Medioevo, Perugia, Centro di studi musicali in Umbria, 1989.
- Galliano Ciliberti, Biancamaria Brumana, Orvieto. Una cattedrale e la sua musica (1450-1610), Firenze, Leo S. Olschki Editore, 1990, ISBN 9788822237767.
- Biancamaria Brumana, Galliano Ciliberti, Musica e musicisti nella cattedrale di San Lorenzo a Perugia (XIV-XVIII secolo), Firenze, Leo S. Olschki Editore, 1991, ISBN 9788822239105.
- Galliano Ciliberti, Il Teatro degli Accademici Illuminati di Città di Castello, Perugia, Regione dell'Umbria, 1995, ISBN 9788822243539.
- Galliano Ciliberti, Musica e società in Umbria tra Medioevo e Rinascimento, Turnhout, Brepols, 1999, ISBN 9782503508153.
- Galliano Ciliberti, «Qu'une plus belle nüit ne pouvoit précéder le beau iour». Musica e cerimonie nelle istituzioni religiose francesi a Roma nel Seicento, Passignano sul Trasimeno, Aguaplano, 2016, ISBN 8897738869.

### Atti di convegni e curatele
- Musica e immagine. Tra iconografia e mondo dell’opera. Scritti in onore di Massimo Bogianckino, a cura di Biancamaria Brumana e Galliano Ciliberti, Firenze, Leo S. Olschki Editore, 1993, ISBN 9788822241108.
- La musica e il sacro, a cura di Biancamaria Brumana e Galliano Ciliberti, Firenze, Leo S. Olschki Editore, 1997, ISBN 9788822245205.
- «E nostra guida sia la Stravaganza». Giuseppe Corsi da Celano musicista del Seicento, a cura di Galliano Ciliberti e Giovanni Tribuzio, Bari, Florestano Edizioni, 2014, ISBN 8895840968.
- Jean Lionnet, «Parve che Sirio... rimembrasse una florida primavera». Scritti sulla musica a Roma con un inedito, a cura di Galliano Ciliberti, Bari, Florestano Edizioni, 2018, ISBN 9788899320607.
- «O celeste armonia di lieta sorte». Lectures, lezioni e ricerche di musicologia, a cura di Galliano Ciliberti e Giovanni Tribuzio, Perugia, Morlacchi University Press, 2019, ISBN 9788893921244.
- Gli «Amorosi respiri». Musica, arte e storia nella Marsica e in Abruzzo tra Cinquecento e Seicento, 2018, a cura di Galliano Ciliberti e Giovanni Tribuzio, Perugia, Morlacchi University Press, 2020, ISBN 9788893922050.
- Music Patronage in Italy, ed. by Galliano Ciliberti, Turnhout, Brepols, 2021, ISBN 9782503595443.
- Musica e cultura a Roma. Intorno agli studi di Saverio Franchi, a cura di Biancamaria Brumana, Galliano Ciliberti e Orietta Sartori, Roma, Società Romana di Storia Patria, 2025, ISBN 9791281369122.
- Francesco Morlacchi. Lettere edite e inedite, a cura di Biancamaria Brumana e Galliano Ciliberti, Lucca, Libreria Musicale Italiana, 2025, ISBN 9788855434089.
- In-Cantata Puglia. Musiche e musicisti da riscoprire tra XVII e XIX secolo, a cura di Galliano Ciliberti, Valeria La Grotta e Giovanni Tribuzio, Bari, Cacucci Editore, 2025, ISBN 9791259654465.